# (10510) Maxschreier
(10510) Maxschreier – planetoida z pasa głównego asteroid okrążająca Słońce w ciągu 3 lat i 113 dni w średniej odległości 2,22 j.a. Została odkryta 3 kwietnia 1989 roku w Europejskim Obserwatorium Południowym przez Erica Elsta. Nazwa planetoidy pochodzi od Maxa Schreiera (1907-1997), założyciela obserwatoriów w Boliwii, w Santa Ana i Patacamaya. Przed nadaniem nazwy planetoida nosiła oznaczenie tymczasowe (10510) 1989 GQ4.